# Eiði
Eiði (IPA:  aiɛ, dánul: Ejde) település Feröer Eysturoy nevű szigetén. Közigazgatásilag Eiði község központja.

## Földrajz

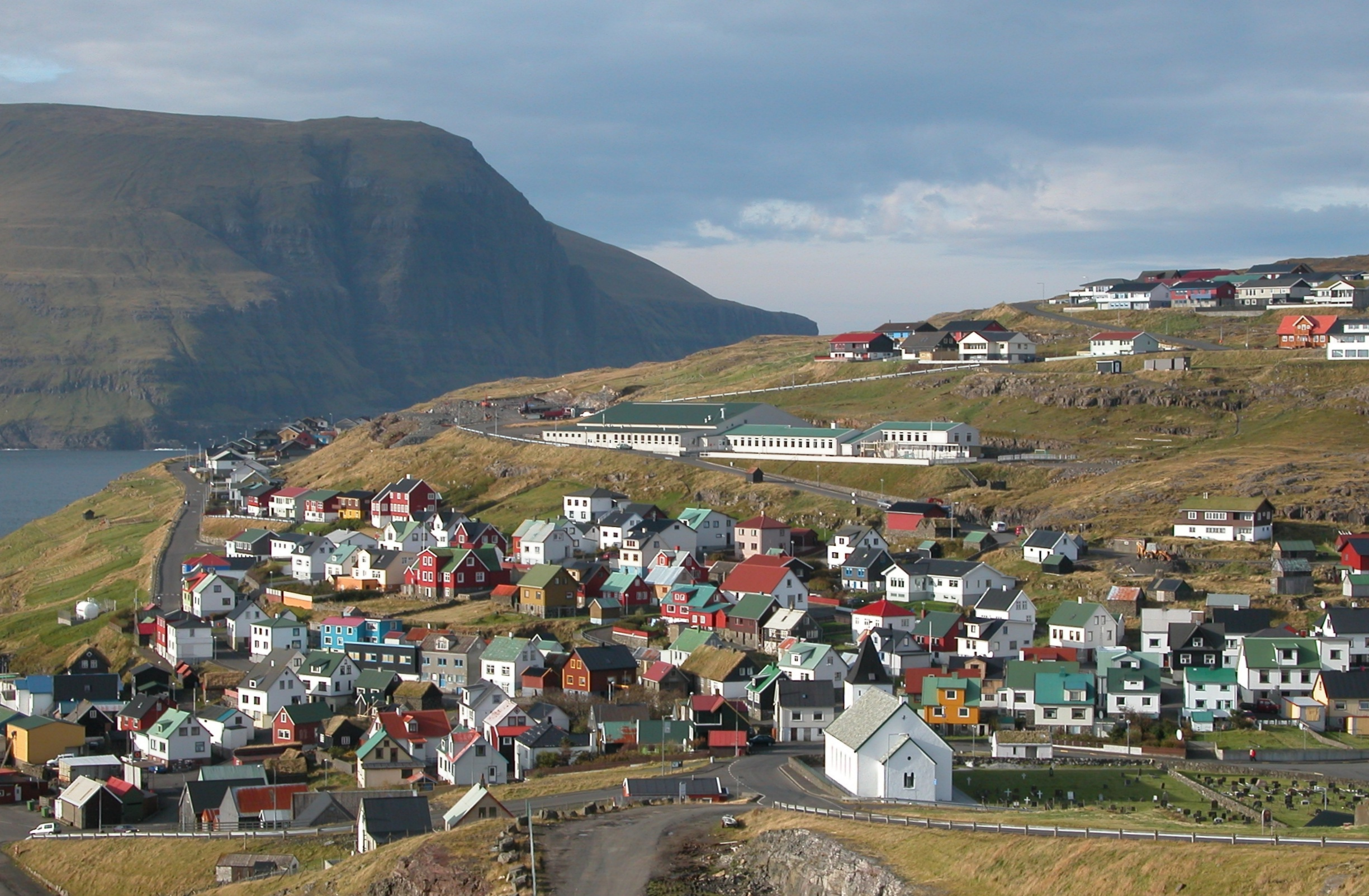
Eiði

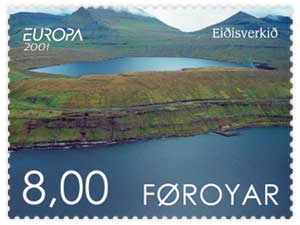
Az Eiðisverkið

A sziget északnyugati csúcsán fekszik, Ljósától északra. A településtől északra találhat a 343 m magas Eiðiskollur hegyfok, melyről gyönyörű kilátás tárul a tengerre és a szigetekre. Látható onnan a Risin og Kellingin is, két legendás szikla, amelyek 75 m magasan merednek ki a tengerből. A településtől keletre magasodik a 882 m magas Slættaratindur, a szigetcsoport legmagasabb hegycsúcsa, és erre vezet a Gjógvba menő út is. Eiðitől néhány kilométerre délkeletre található az Eiðisvatn nevű duzzasztó.

## Történelem
Első írásos említése a 14. század első feléből származik. A falu központjában egy 1881-ben épült nagy kőtemplom áll.
Az itt működő LORAN-C adóállomást Franciaország vette át, miután Dánia már nem kívánta tovább működtetni.

## Népesség
| Év              | Lakosság |
| --------------- | -------- |
| 1986. január 1. | 591      |
| 1991. január 1. | 665      |
| 1996. január 1. | 572      |
| 2001. január 1. | 649      |
| 2006. január 1. | 652      |

## Gazdaság
A településen a kikötőben található halfeldolgozó üzem és két másik ipari üzem mellett több szolgáltató cég is működik. A halászati ágazatot öt nagy és számos kisebb halászhajó szolgálja. A foglalkoztatottak nagy része a halászati és halfeldolgozási ágazatban dolgozik. A környéken kis mértékben a mezőgazdaság is jelen van.
Az Eiðisvatn vize 1986 óta Feröer legfontosabb vízerőművét, az Eiðisverkiðet hajtja.

## Közlekedés
Eiðiből kelet felé a hegyeken át Funningur, dél felé Oyrarbakki (és rajta keresztül Tórshavn) érhető el közúton. Ez utóbbi irányba közlekedik az itt végállomásozó 200-as busz is.

## Turizmus
A településen működik egy szálloda, a Hotel Eiði, valamint sátorozási lehetőség is van.

## Sport
Labdarúgócsapata az EB/Streymur.